# Часовой рекорд езды

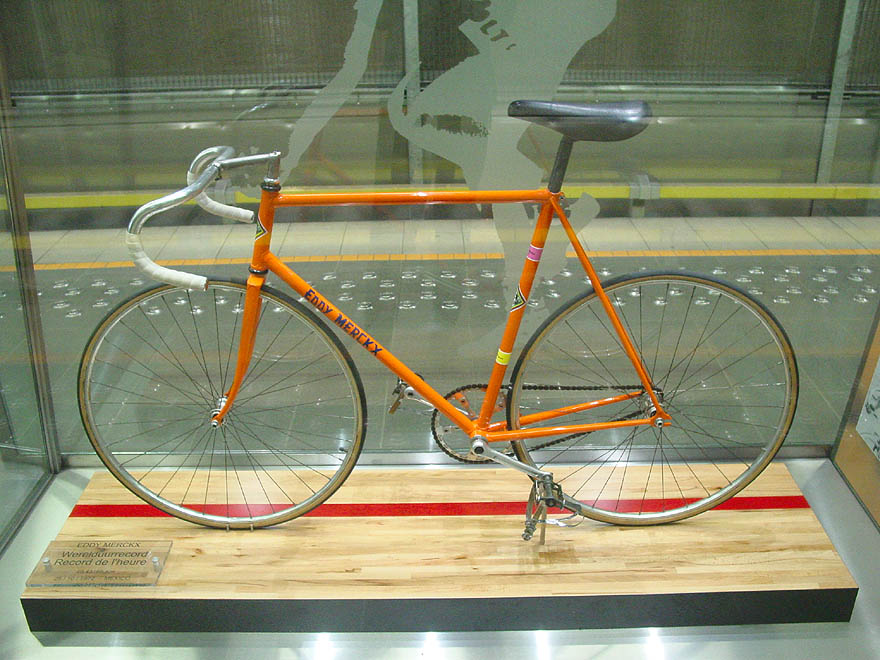
«Безопасный» велосипед Эдди Меркса, на котором тот установил рекорд в 1972 году

Часовой рекорд — рекордное расстояние, которое способен проехать велосипедист за 1 час. В настоящий момент наиболее авторитетным является рекорд по версии Международного союза велосипедистов. Текущим рекордсменом является итальянец Филиппо Ганна, его результат равняется 56 792 метрам.

## История
Первый неофициальный рекорд был установлен велосипедистом-любителем Фрэнком Доддсом в 1876 году, когда он проехал в Кембридже на пенни-фартинге, по разным данным, около 26 километров. Впоследствии новые рекорды перекрывали друг друга сразу на несколько километров, а первым официальным рекордсменом стал основатель Тур де Франс Анри Дегранж, в 1893 году проехавший за час 35 325 метров. Претенденты на рекорд быстро пересели с пенни-фартинга на «безопасный велосипед», а попытки совершали на велотреках из-за лучших аэродинамических характеристик. В 1898 году рекорд шагнул за 40 километров, после чего рекордсмены перекрывали предыдущие достижения лишь на сотни, а то и десятки, метров. В 1933 году Франсис Форо на лигераде побил рекорд Оскара Эгге, державшийся почти 19 лет. Но уже в следующем году UCI отменил рекорд, перестав учитывать результаты на лигерадах. Тем не менее в настоящий момент IHPVA ведёт учёт рекордов на лигераде, намного опережающих официальный рекорд UCI. Действующий рекорд на лигераде принадлежит канадцу Сэму Уиттингему — 90 568 метров.
Среди бывших нелигерадных рекордсменов немало лучших гонщиков своего времени, таких как Фаусто Коппи, Жак Анкетиль и Эдди Меркс. Именно Меркс установил в 1972 году рекорд (49 431 метр), который не могли побить наиболее долго, 28 лет. Однако это стало известно лишь не так давно, ранее считалось, что он держался 11 лет. В январе 1984 года его побил Франческо Мосер проехав на 1,4 километра дальше, став первым, покорившим 50 километров. Итальянец использовал новейшие технологии велостроения и «кровяной допинг», не запрещённый в то время. Через 9 лет этот результат на ещё более совершенном велосипеде побил будущий герой фильма «Летучий шотландец» Грэм Обри, «спрятавший» руки под лежащей на них грудью. В следующие 3 года рекорд бился неоднократно, это делали Крис Бордман, Мигель Индурайн, Тони Ромингер и сам Обри. В итоге на сентябрь 1996 года рекорд оставался за Бордманом, проехавшем за час на манчестерском треке 56 375 метров. В конце года UCI, поняв, что победа одерживается не за счёт силы велогонщика, а за счёт технического совершенства его велосипеда, вернула рекорд Мерксу и назвала его «часовой рекорд UCI» (UCI Hour Record), а результаты с 1984 года стала именовать «лучшим человеческим достижением» или «абсолютным рекордом». Критерием признания результата «часовым рекордом» является соответствие велосипеда ряду требований приближающее его к велосипедам 1970-х годов. Абсолютный рекорд с того момента не улучшался, а вот официальный в 2000 году удалось-таки установить Бордману, всего на 10 метров превзошедшему результат великого бельгийца. Ондржей Сосенка видел этот манчестерский заезд вживую и поклялся себе превзойти результат Бордмана. В июле 2005 года Сосенка проехал за час 49,7 километра на московском треке «Крылатское», установив мировой рекорд. 2-метровый гигант использовал велосипед с необычным расположением седла и весьма небольшой рамой в верхнем сечении, но уложился в стандарты UCI.
В сентябре 2014 года, после того, как Брайан Куксон изменил правила установления часового рекорда (а именно то, каким должен быть велосипед), немец Йенс Фогт на закате своей карьеры поставил новый мировой рекорд, проехав на почти полтора километра больше. В октябре того же года результат Фогта был побит на 737 м австрийцем Маттиасом Брендле (51 852 м).
7 июня 2015 сэр Брэдли Уиггинс на велосипеде Pinarello Bolide TT побил рекорд Алекса Даусетта, проехав 54 526 м.
16 апреля 2019 года бельгиец Виктор Кампенартс в высокогорном мексиканском городе Агуаскальентес побил рекорд Уиггинса — 55 089 м, улучшив прежнее достижение на 563 м.
19 августа 2022 года англичанин Дэниэл Джон Бигэм на треке швейцарского г. Гренхен побил рекорд Кампенартса - 55 548 м, улучшив прежнее достижение на 459 м.
8 октября 2022 года итальянец Филиппо Ганна на треке швейцарского г. Гренхен установил новый рекорд — 56 792 м, улучшив прежнее достижение на 1244 м. Передаточное отношение звёзд велосипеда составляло 64/14.

## Хронология рекордов
| Дата                | Велогонщик                  | Место                              | Официальный | Абсолютный | Лигерад |
| ------------------- | --------------------------- | ---------------------------------- | ----------- | ---------- | ------- |
| 11 мая 1893         | Анри Дегранж                | Буффало, Париж                     | 35 325      |            |         |
| 31 октября 1894     | Жюль Дюбуа                  | Буффало, Париж                     | 38 220      |            |         |
| 30 июля 1897        | Оскар ван ден Эйнде         | Винсенн, Париж                     | 39 240      |            |         |
| 3 июля 1898         | Вилли Хэмилтон              | Колорадо-Спрингс                   | 40 781      |            |         |
| 24 августа 1905     | Люсьен Пети-Бретон          | Буффало, Париж                     | 41 110      |            |         |
| 20 июня 1907        | Марсель Берте               | Париж                              | 41 520      |            |         |
| 22 августа 1912     | Оскар Эгг                   | Париж                              | 42 122      |            |         |
| 7 августа 1913      | Марсель Берте               | Париж                              | 42 741      |            |         |
| 21 августа 1913     | Оскар Эгг                   | Париж                              | 43 525      |            |         |
| 20 сентября 1913    | Марсель Берте               | Париж                              | 43 775      |            |         |
| 18 августа 1914     | Оскар Эгг                   | Париж                              | 44 247      |            |         |
| 7 июля 1933         | Франсис Форо                | Велодром дю Парк де Принс, Париж   |             |            | 45 055  |
| 25 августа 1933     | Ян ван Хаут                 | Рурмонд                            | 44 588      |            |         |
| 18 ноября 1933      | Марсель Берте               | Франция                            |             |            | 49 990  |
| 28 сентября 1933    | Морис Ришар                 | Синт-Трёйден                       | 44 777      |            |         |
| 31 октября 1935     | Джузеппе Ольмо              | Вигорелли, Милан                   | 45 090      |            |         |
| 14 октября 1936     | Морис Ришар                 | Вигорелли, Милан                   | 45 325      |            |         |
| 29 сентября 1937    | Франк Слатс                 | Вигорелли, Милан                   | 45 485      |            |         |
| 3 ноября 1937       | Морис Аршамбо               | Вигорелли, Милан                   | 45 767      |            |         |
| 1938                | Франсис Форо                | Франция                            |             |            | 50 530  |
| 7 ноября 1942       | Фаусто Коппи                | Вигорелли, Милан                   | 45 798      |            |         |
| 29 июня 1956        | Жак Анкетиль                | Вигорелли, Милан                   | 46 159      |            |         |
| 19 сентября 1956    | Эрколе Бальдини             | Вигорелли, Милан                   | 46 394      |            |         |
| 18 сентября 1957    | Роже Ривье                  | Вигорелли, Милан                   | 46 923      |            |         |
| 23 сентября 1959    | Роже Ривье                  | Вигорелли, Милан                   | 47 347      |            |         |
| 30 октября 1967     | Фердинанд Бракке            | Олимпийский велодром, Рим          | 48 093      |            |         |
| 10 октября 1968     | Оле Риттер                  | Мехико                             | 48 653      |            |         |
| 25 октября 1972     | Эдди Меркс                  | Мехико                             | 49 431      |            |         |
| 5 мая 1979          | Рон Скарин                  | Онтарио, Калифорния                |             |            | 51 310  |
| 4 мая 1980          | Эрик Эдвардс                | Онтарио, Калифорния                |             |            | 59 450  |
| 4 мая 1980          | Рон Скарин и Эрик Холландер | Онтарио, Калифорния                |             |            | 74 510  |
| 19 января 1984      | Франческо Мосер             | Мехико                             |             | 50 808     |         |
| 23 января 1984      | Франческо Мосер             | Мехико                             |             | 51 151     |         |
| 29 сентября 1984    | Фред Маркхэм                | Индианаполис                       |             |            | 60 350  |
| 10 сентября 1985    | Ричард Крейн                | Уорикшир                           |             |            | 66 300  |
| 28 августа 1986     | Фред Маркхэм                | Ванкувер                           |             |            | 67 010  |
| 15 сентября 1989    | Фред Маркхэм                | Адриан, США                        |             |            | 73 000  |
| 8 сентября 1990     | Пэт Кинч                    | Бэдфордшир                         |             |            | 75 570  |
| 17 июля 1993        | Грэм Обри                   | Хамар                              |             | 51 596     |         |
| 23 июля 1993        | Крис Бордман                | Велодром дю Лак, Бордо             |             | 52 270     |         |
| 27 апреля 1994      | Грэм Обри                   | Велодром дю Лак, Бордо             |             | 52 713     |         |
| 2 сентября 1994     | Мигель Индурайн             | Велодром дю Лак, Бордо             |             | 53 040     |         |
| 22 октября 1994     | Тони Ромингер               | Велодром дю Лак, Бордо             |             | 53 832     |         |
| 5 ноября 1994       | Тони Ромингер               | Велодром дю Лак, Бордо             |             | 55 291     |         |
| 27 июля 1996        | Ларс Тойтенберг             | Мюнхен                             |             |            | 78 040  |
| 7 сентября 1996     | Крис Бордман                | Манчестер                          |             | 56 375     |         |
| 29 июля 1998        | Сэм Уиттингем               | Бленвиль, Квебек                   |             |            | 79 136  |
| 7 августа 1999      | Ларс Тойтенберг             | Дуденхофен                         |             |            | 81 158  |
| 27 октября 2000     | Крис Бордман                | Манчестер                          | 49 441      |            |         |
| 27 июля 2002        | Ларс Тойтенберг             | Дуденхофен                         |             |            | 82 600  |
| 19 ноября 2003      | Сэм Уиттингем               | Увалд, Техас                       |             |            | 83 710  |
| 31 июля 2004        | Сэм Уиттингем               | Дуденхофен                         |             |            | 84 215  |
| 19 июля 2005        | Ондржей Сосенка             | Крылатское, Москва                 | 49 700      |            |         |
| 2 июля 2006         | Фред Маркхэм                | Каса-Гранде, Аризона               |             |            | 85 991  |
| 8 апреля 2007       | Сэм Уиттингем               | Каса-Гранде, Аризона               |             |            | 86 752  |
| 12 июля 2008        | Дамьян Забовник             | Лаузицринг                         |             |            | 87 123  |
| 19 июля 2009        | Сэм Уиттингем               | Мичиган                            |             |            | 90 598  |
| 18 сентября 2014    | Йенс Фогт                   | Велодром Суисс, Гренхен            | 51 115      |            |         |
| 30 октября 2014     | Маттиас Брендле             | Эгль                               | 51 852      |            |         |
| 8 февраля 2015      | Роан Деннис                 | велодром BMC                       | 52 491      |            |         |
| 2 мая 2015          | Алекс Даусетт               | велодром — Манчестер               | 52 937      |            |         |
| 7 июня 2015         | Брэдли Уиггинс              | Lee Valley VeloPark                | 54 526      |            |         |
| 16 апреля 2019      | Виктор Кампенартс           | Агуаскальентес, Мексика            | 55 089      |            |         |
| 19 августа 2022     | Дэн Бигэм                   | Велодром Суисс, Гренхен, Швейцария | 55 548      |            |         |
| 8 октября 2022 года | Филиппо Ганна               | Велодром Суисс, Гренхен, Швейцария | 56 792      |            |         |